# Suzie d'Auvergne
Suzie Agnes-Ida d'Auvergne CMG (1942 – 18 tháng 8 năm 2014) là một luật sư người Saint Lucia. Bà là Thẩm phán Tòa án tối cao của Tòa án Tối cao Đông Caribe từ năm 1990 đến 2004.
D'Auvergne có bằng luật tại Đại học London năm 1972. Bà bắt đầu hành nghề luật sư tư năm 1975 và trở thành thẩm phán năm 1979. Bà là Giám đốc Công tố từ năm 1982 đến 1988. Năm 1988, bà trở thành Tổng luật sư đầu tiên của Saint Lucia.
Năm 1990, d'iververgne được bổ nhiệm làm Thẩm phán Tòa án tối cao của Tòa án tối cao Đông Caribê. Bà đã nghỉ hưu năm 2004. Bà cũng là thẩm phán của Tòa án Hành chính Tổ chức Lao động Quốc tế.
D'Auvergne đã nhận được Huân chương Danh dự Saint Lucia vì sự phục vụ xuất sắc trong sự nghiệp công lý năm 2004. Năm 2006, bà được trao tặng Huân chương St Michael và St George để phục vụ cho tư pháp.
D'Auvergne qua đời tại bệnh viện Tapion ở Castries vào ngày 18 tháng 8 năm 2014.